# Lejla
"Lejla" je pjesma koju izvodi bosanskohercegovačka grupa Hari Mata Hari, a predstavljala je Bosnu i Hercegovinu na Pjesmi Eurovizije 2006. godine. Skladao ju je drugoplasirani s Eurosonga 2004. Željko Joksimović, a tekst su napisali Fahrudin Pecikoza i Dejan Ivanović.
Pjesma je premijerno izvedena u polufinalu Eurosonga jer BiH nije završila među privih 10 na Pjesmi Eurovizije 2005. Tamo je izvedena 22., poslije estonske pjesme i prije Islanda. U polufinalu je dobila 267 bodova koji su joj donijeli 2. mjesto i plasman u finale. 
U finalu je izvedena 13., poslije Rumunjske i prije Litve. U vrlo napetom i neizvjesnom glasovanju, Lejla je nagrađena s 229 bodova i 3. mjestom, što je Bosni i Hercegovini omogućilo automatsku kvalifikaciju u finale na Pjesmi Eurovozije 2007.
Lejla je ljubavna balada s karakterističnim elementima bosanske sevdalinke, u kojoj u potpunosti do izražaja dolaze glasovne sposobnosti vokala grupe Harija Varešanovića.
Izvedba pjesme prikazala je sve članove grupe odjevene u bijela odijela, dok su se u zadnjem dijelu pjesme svi uhvatili za ruke i prošli kraju pozornice. Mnogi fanovi i komentatori bili su zapanjeni emocionalnom snagom posljednjih riječi pjesme (Što voljeh tebe, Lejla), koje je Hari Varešanović pjevao poprilično dugo.
Prednatjecateljska predviđanja uvelike su favorizirala pjesmu, posebno zato što se vjerovalo da će balada pobijediti. Iako nije ostvarila očekivanu poziciju, 3. mjesto 2006. godine je najbolji plasman BiH kao samostalne države.

## Vanjske poveznice
- Riječi pjesme na diggiloo.net
- Tekt pjesme  Arhivirana inačica izvorne stranice od 27. rujna 2007. (Wayback Machine)
- Lejla na Eurosongu 2006. - snimka live nastupa